# Divisoria continental de América

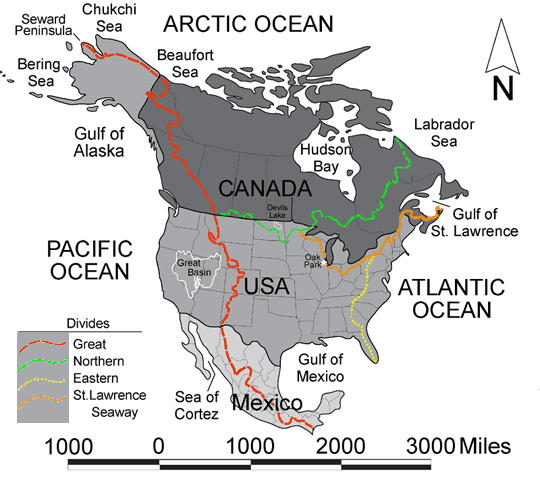
Divisorias continentales en Norteamérica. La Gran Divisoria está señalada en rojo.

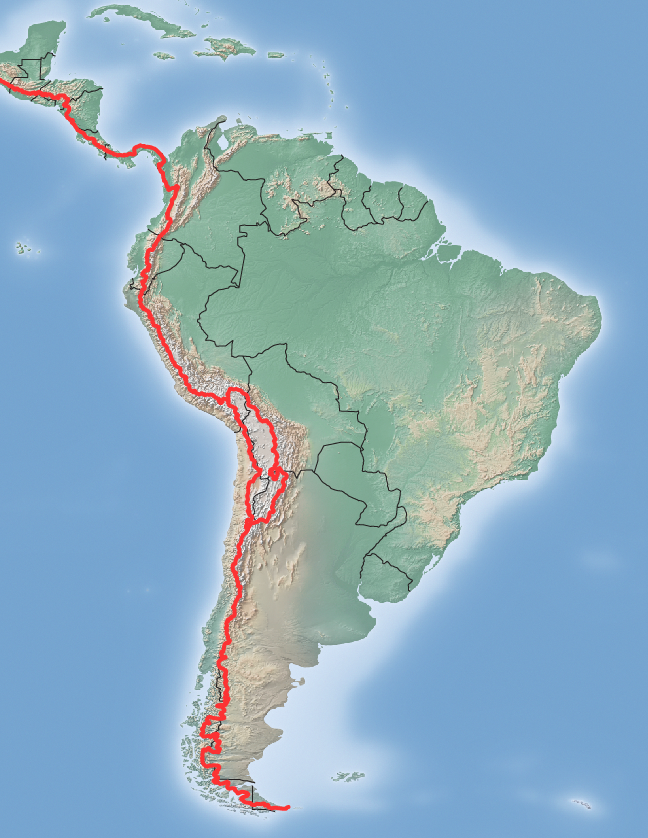
Divisoria continental en Sudamérica.

La divisoria continental de América (Continental Divide of the America), o simplemente la divisoria Continental o Gran Divisoria (Great Divide), es el nombre dado a la principal, y en gran parte montañosa, divisoria hidrológica de América, que separa, a un lado, las cuencas que desaguan en el océano Pacífico, y del otro, primero los sistemas fluviales que desaguan en el océano Atlántico (incluidos los que drenan a través del golfo de México o el mar Caribe), y, después (en la parte norte de la divisoria), los sistemas fluviales que desaguan en el océano Ártico (incluyendo los que desaguan tanto en el Atlántico como en el Ártico, vía bahía de Hudson). 
Aunque existen otras divisorias continentales en Norteamérica, la Gran Divisoria es, con mucho, la más destacada, ya que tiende a seguir una línea de altas cumbres a lo largo de las principales cordilleras de las Montañas Rocosas, en Estados Unidos y Canadá, y continúa hacia el sur, llegando a Sudamérica a través de la cordillera de los Andes, y concluyendo finalmente al sur de Tierra del Fuego.

## Geografía

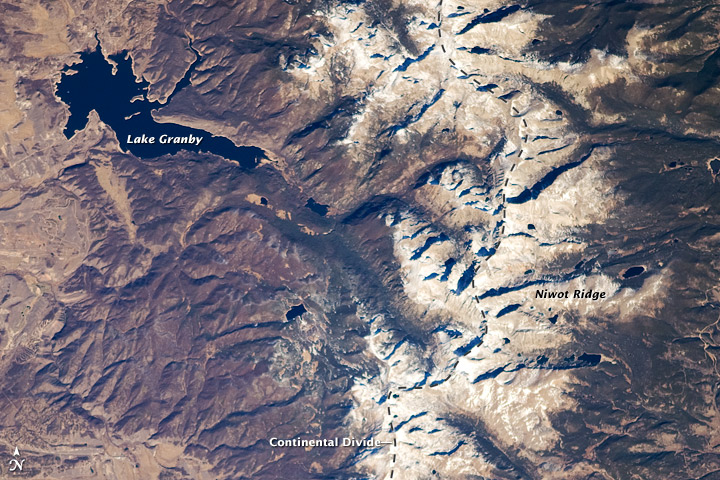
Gran Divisoria, en las Montañas Rocosas (Colorado). Foto de la International Space Station (28 de octubre de 2008).

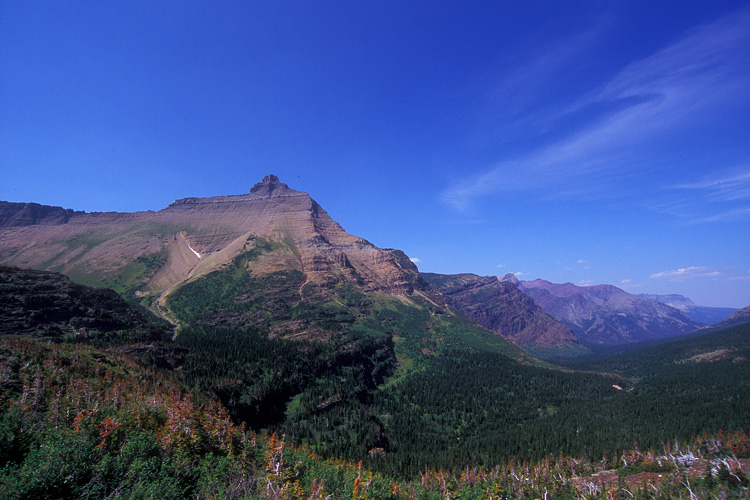
El pico de la Triple Divisoria (Montana), separa las aguas que convergen a los océanos Pacífico, Atlántico y Ártico.

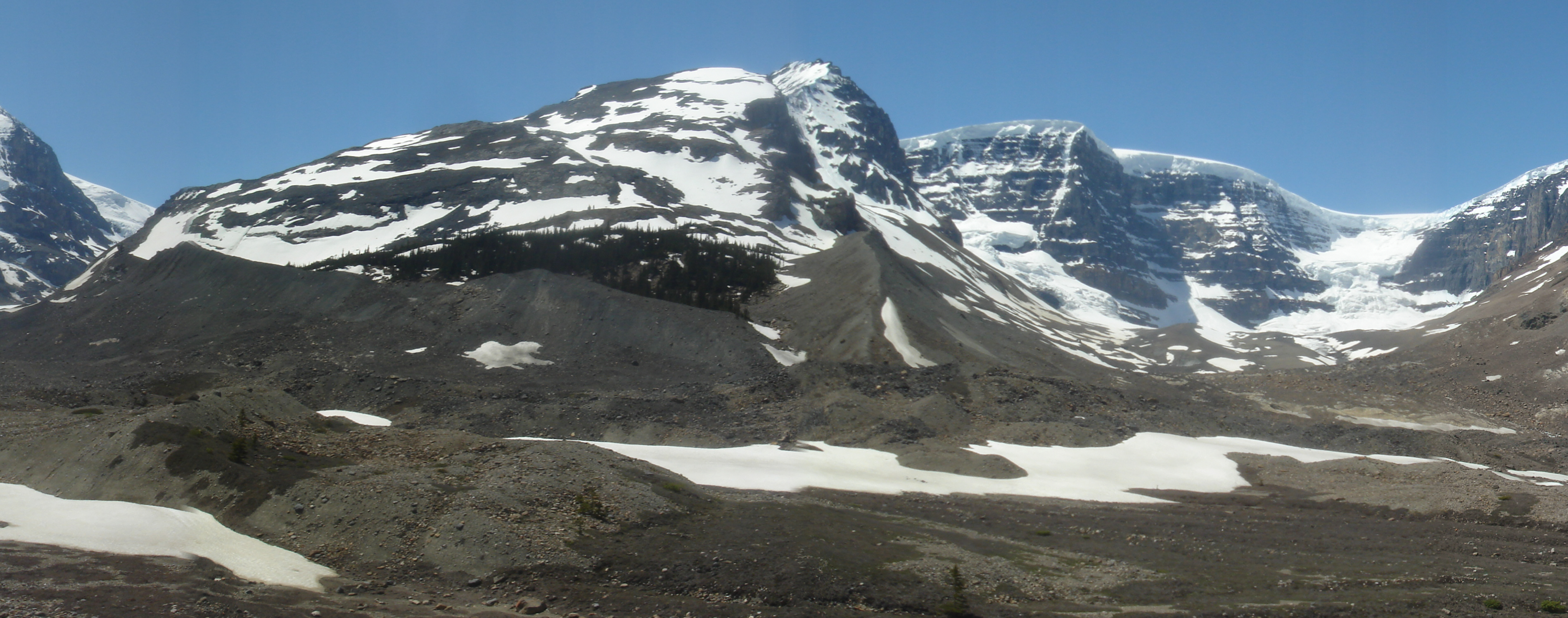
Snow Dome, en Canadá, es otro punto triple separa las aguas que convergen a los océanos Pacífico, Atlántico y Ártico.

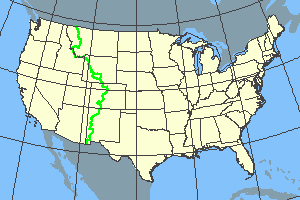
La ruta de la Continental Divide Trail, una combinación de caminos y pequeñas carreteras, de unos 5000 km, que sigue la divisoria.

### La Gran Divisoria en América del Norte
La divisoria comienza en el cabo Príncipe de Gales, en Alaska. Corre en dirección noreste/este por el norte del estado, hasta llegar a Canadá, donde continua por el territorio del Yukón y se encamina hacia el sur. Sigue a través de la provincia de la Columbia Británica (formando en parte la frontera entre Alberta y la Columbia Británica) y llega a los EE. UU. A continuación, corre a través de los estados de Montana (formando parte de la frontera Montana-Idaho), Wyoming, Colorado y Nuevo México. 
Llega después a México, donde va a lo largo de la cresta de la Sierra Madre Occidental, a través de los estados mexicanos de Chihuahua, Durango, Zacatecas, Aguascalientes, Jalisco, Guanajuato, Querétaro, Estado de México, Ciudad de México, Morelos, Puebla, Oaxaca y Chiapas. Continúa por el sur de Guatemala, el suroeste de Honduras, el oeste de Nicaragua, y el oeste/suroeste de Costa Rica hasta llegar al sur de Panamá.

### La Gran Divisoria en Sudamérica
La divisoria física continua en América del Sur, donde sigue las cumbres de la cordillera de los Andes que atraviesan el oeste de Colombia, Ecuador Central, el oeste y el suroeste de Perú, y el Chile oriental (parcialmente formando las fronteras Chile-Bolivia y Chile-Argentina), hacia el Sur, hasta el extremo sur de la Patagonia y la Tierra del Fuego.

### Otras divisorias continentales en Norteamérica
América del Norte puede considerarse que tiene cinco grandes sistemas de drenaje: el océano Pacífico, los océanos Atlántico y Ártico, además de la bahía de Hudson y el golfo de México. Dentro de este sistema hay cuatro divisorias continentales y tres puntos triples (puntos en que se encuentran dos divisorias).
Estas divisorias continentales son: 
- La Gran Divisoria que separa las cuencas que vierten al océano Pacífico de las que lo hacen a los océanos Atlántico y Ártico. Discurre desde la península de Seward, en Alaska, a través del oeste de Canadá a lo largo de la cresta de las montañas Rocosas hasta Nuevo México. A partir de ahí, sigue la cresta de la Sierra Madre Occidental de México y se extiende hasta la punta de América del Sur. Es atravesada por el canal de Panamá.

- La divisoria Laurentiana o Norte, separa la cuenca del océano Atlántico de la cuenca de la bahía de Hudson. La parte occidental de la misma corre desde las Montañas Rocosas hasta la cuenca de los Grandes Lagos y marcó el límite norte de la Compra de Luisiana y la frontera entre Estados Unidos y la Norteamérica británica, hasta que fue reemplazada por el paralelo 49° en el Tratado de 1818. En Canadá, históricamente marcó el límite meridional de la zona de comercio de pieles monopolio de la Compañía de la Bahía de Hudson, y la parte más oriental todavía marca la frontera entre Quebec y Labrador.

- La divisoria del río San Lorenzo separa la cuenca de los Grandes Lagos del resto de la vertiente del océano Atlántico. Dos canales cruzan la línea divisoria: el canal de Chicago (Chicago Drainage Canal), que cruza el Chicago Portage y conecta el lago Míchigan con la cuenca del río Misisipi; y el canal Erie, que conecta el lago Erie y la cuenca del río Hudson.

- La divisoria Oriental separa la cuenca del golfo de México del océano Atlántico. Corre desde de los Twin Tiers de Nueva York y Pensilvania hacia abajo por los montes Apalaches hasta la punta de la Florida, dividiendo el Atlántico del golfo de México. La ciudad de Atlanta se encuentra sobre esta divisoria.

- Se puede considerar que Canadá tiene otra divisoria continental, la que separa la cuenca del océano Ártico de la bahía de Hudson, ya que la bahía de Hudson se considera a menudo una masa de agua distinta del océano Ártico. Esta divisoria, que a veces se denomina divisoria del Ártico, fue una barrera para el transporte hasta que el portaje Methye fue descubierto en 1778, lo que abrió los ríos del Ártico a los comerciantes de pieles y se convirtió en parte de una ruta comercial transcontinental del Atlántico al Pacífico. Es de importancia en la historia de Canadá, ya que marca el límite norte de la Tierra de Rupert, el monopolio comercial de la zona de la Compañía de la Bahía de Hudson.

El pico de la Triple Divisoria (Triple Divide Peak) (con 2.444 m), en el Parque nacional de los Glaciares, en Montana, es el punto en el que dos de las principales divisorias continentales de América del Norte convergen, la Gran Divisoria y la Divisoria Norte. Desde este punto, las aguas fluyen al océano Pacífico, al océano Atlántico —a través del golfo de México—, y al océano Ártico —a través de la bahía de Hudson—. Los estadounidenses, en general, consideran que este punto es el vértice hidrológico de América del Norte. 
Otra triple divisoria o triple punto se da en Canadá, en un pico localizado directamente en la frontera entre Alberta y la Columbia Británica, llamado Snow Dome (3.456 m) (cúpula de nieve), porque el campo de hielo Columbia cubre totalmente la cumbre.
A partir de este pico, el agua fluye al océano Pacífico —a través del sistema del río Columbia—, al océano Ártico —a través de los sistemas del río Athabasca y el río Mackenzie—, y a la bahía de Hudson —a través del sistema del río Saskatchewan Norte—. Los canadienses consideran generalmente el pico Snow Dome el ápice hidrológico de Norteamérica, ya que consideren que la bahía de Hudson es una extensión del océano Atlántico y también porque el Snow Dome tiene casi más de 1000 m más de altitud que el pico de la Triple Divisoria.
Además de estos puntos triples, hay un tercero, cerca de Hibbing, Minnesota, donde la divisoria del Norte se cruza con la divisoria del Este de Panamá.
Dado que no hay verdadero consenso sobre lo que es una divisoria continental, no existe un verdadero acuerdo sobre lo que son los puntos triples.
Sin embargo, la principal divisoria continental que se describe en este artículo es mucho más característica y distintiva desde el punto de vista geológico que las otras y sus dos puntos triples son mucho más prominentes.

### Cuencas internas en Norteamérica
Hay muchas regiones endorreicas en Norteamérica que complican la simple división este/oeste de aguas que fluyen hacia los océanos. La Gran Cuenca del oeste de Estados Unidos, el valle de México y el Bolsón de Mapimí, en México, la cuenca Tularosa, en Nuevo México y Texas, y el mar Salton (mar interior) son ejemplos de cuencas endorreicas. En estos casos, las aguas drenan a menudo en las cuencas bajas, donde la sedimentación y la evaporación forman lagos de sal, playas, salinas, y llanuras alcalinas. 
Desde el siglo XIX, gracias a las obras del gran canal del desagüe, las aguas del Valle de México drenan al Golfo de México. Por lo que la gran división corre sobre la Sierra de Ajusco-Chichinauhtzin separando la cuenca del río Balsas (región hidrológica IV) de la cuenca del río Panuco (región hidrológica X) 
En el Llano Estacado, en Texas y Nuevo México, muchos miles de lagos estacionales forman playas húmedas durante meses, con un promedio de uno por cada milla cuadrada. Esta región es muy plana, y la mayoría de agua se evapora antes de la evacuación. Zuni Salt Lake es un ejemplo de un gran mar interior de temporada que no drena a un océano, siendo uno de los varios de los lagos estacionales de este tipo de América del Norte. En las zonas de topografía kárstica (como el norte de Florida), también hay cuencas aisladas. La Cuenca de la Gran Divisoria, en Wyoming, no tiene salida natural, salvo las aguas subterráneas y, por tanto, se encuentra entre las cuencas del Atlántico y el Pacífico, no siendo parte de ninguna de los dos. Las aguas que fluyen desde el Two Ocean Pass, a través del arroyo Norte de los Dos Océanos (North Two Ocean Creek), en Wyoming, llegan a ambos océanos. 
Aunque el istmo de Panamá ofrece una clara división entre el Atlántico y el Pacífico, los límites entre los océanos Atlántico y Ártico, en la bahía de Baffin no están bien definidos, por lo que la parte más oriental de esta divisoria es arbitraria.

## La ruta de la Divisoria Continental
La ruta de la Divisoria Continental (Continental Divide Trail) es una ruta paisajística de los Estados Unidos, una combinación de caminos y pequeñas carreteras, de unos 5.000 km de longitud, que sigue la Gran Divisoria a lo largo de los EE. UU., desde la frontera mexicana hasta la frontera canadiense. Una extensión menos desarrollada sigue por Canadá, llamada la ruta de la Gran Divisoria (Great Divide Trail), que discurre por cinco Parques nacionales y seis parques provinciales, hasta finalizar en el lago Kakwa, en el noreste de la Columbia Británica. Tiene unos 1.200 km de longitud.

## Imágenes

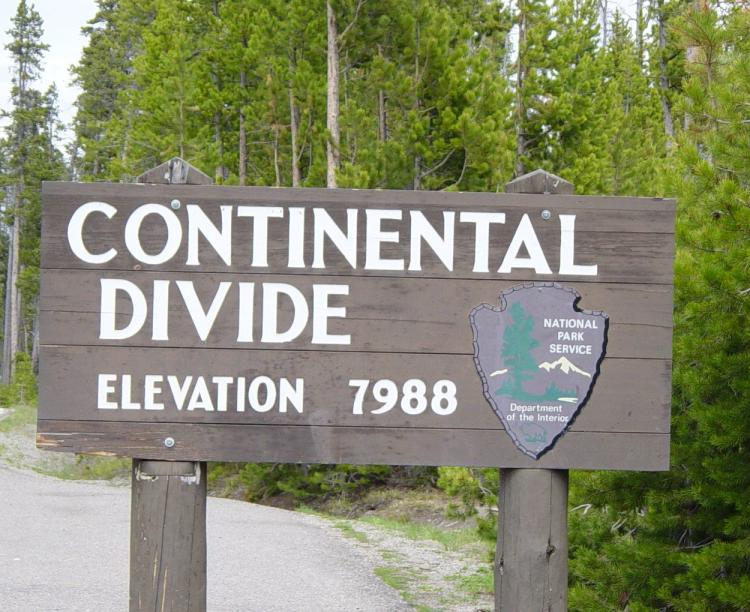
La Divisoria Continental cuando atraviesa el Yellowstone National Park (2.436 m)
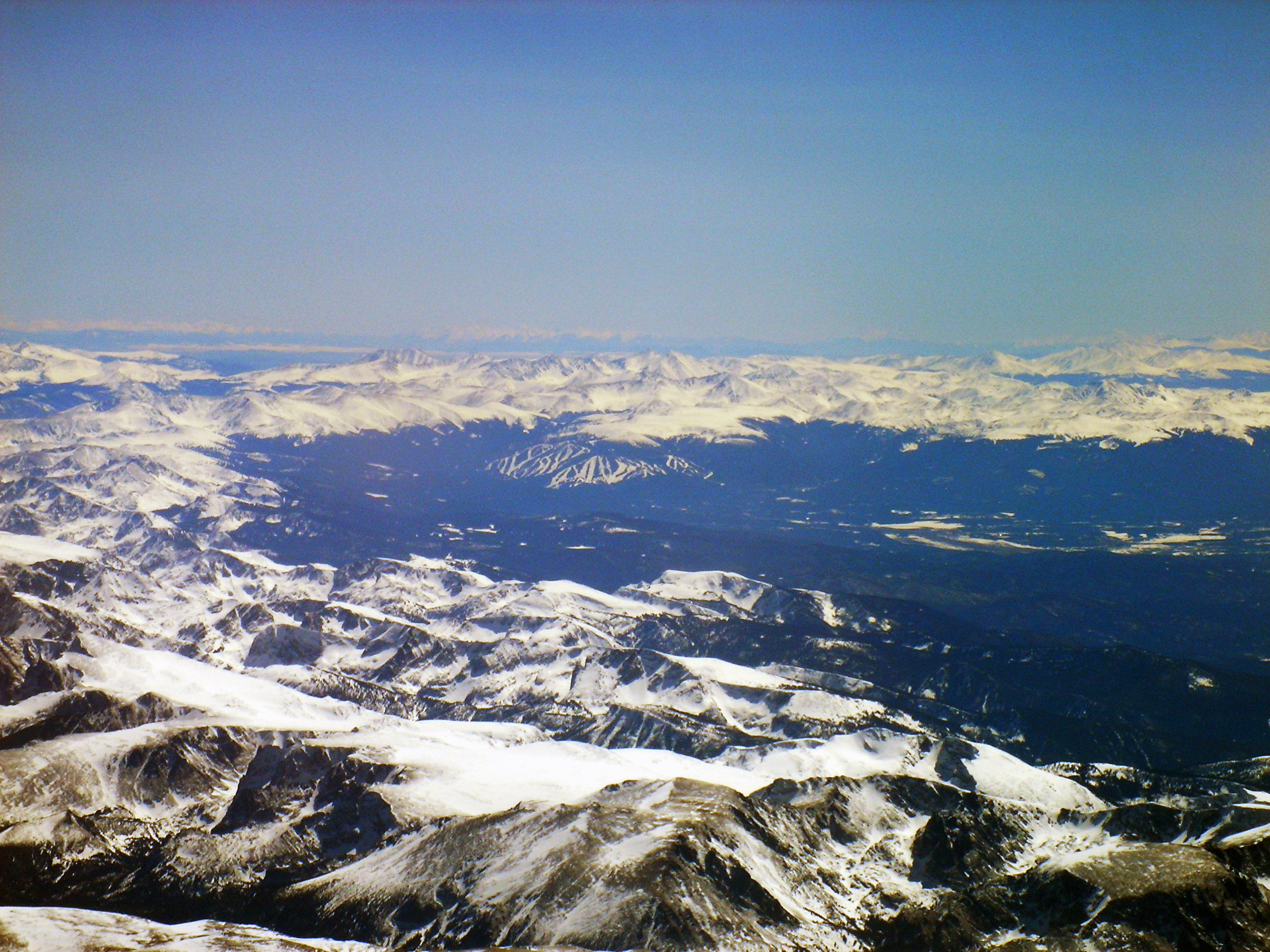
Winter Park Resort, una estación de esquí en el límite sureste del valle Fraser, localizada al oeste del Moffat Tunnel, un importante bajo la divisoria del ferrocarril de la Union Pacific.
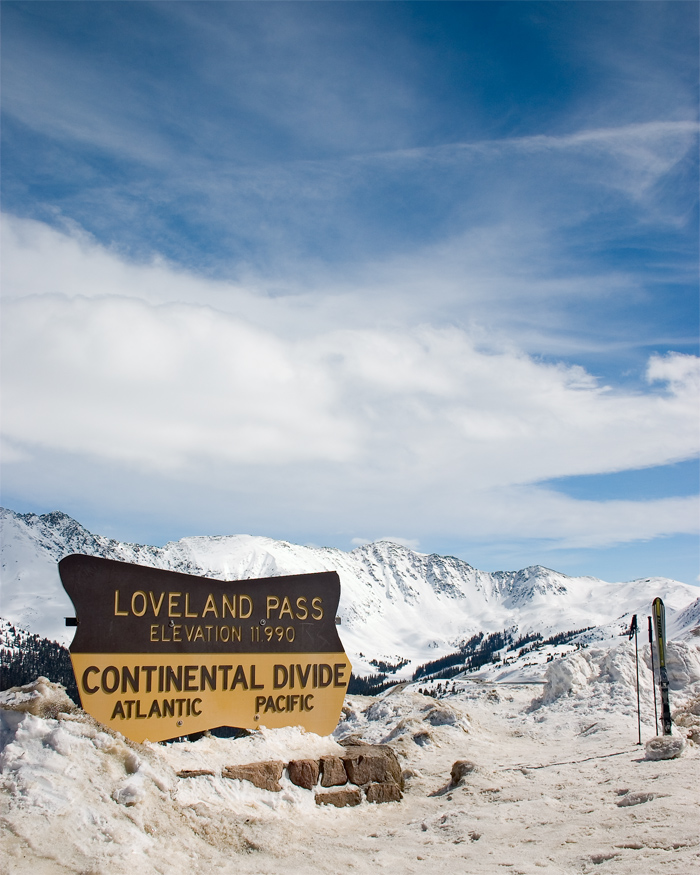
La Divisoria Continental cuando atraviesa el Loveland Pass (Colorado)
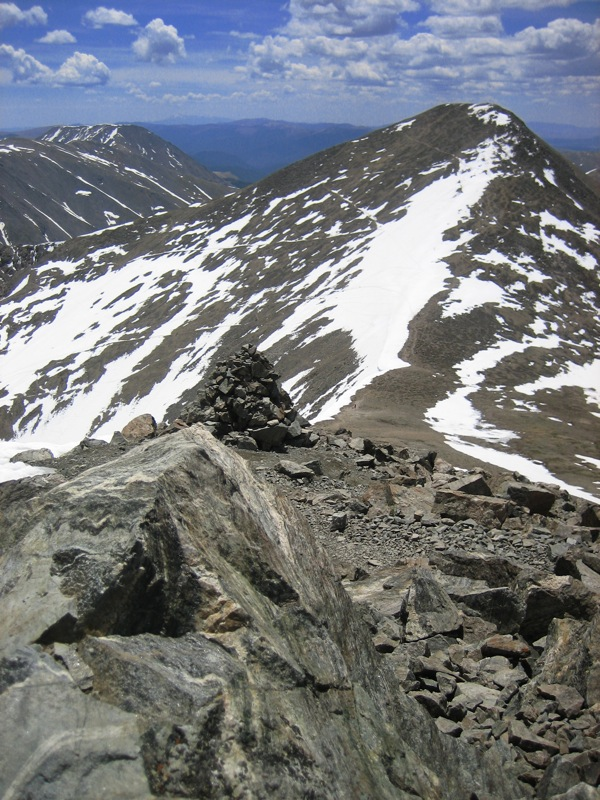
Pico Grays (4.352 m), en Colorado, es el punto más elevado de la divisoria Continental en Norteamérica.
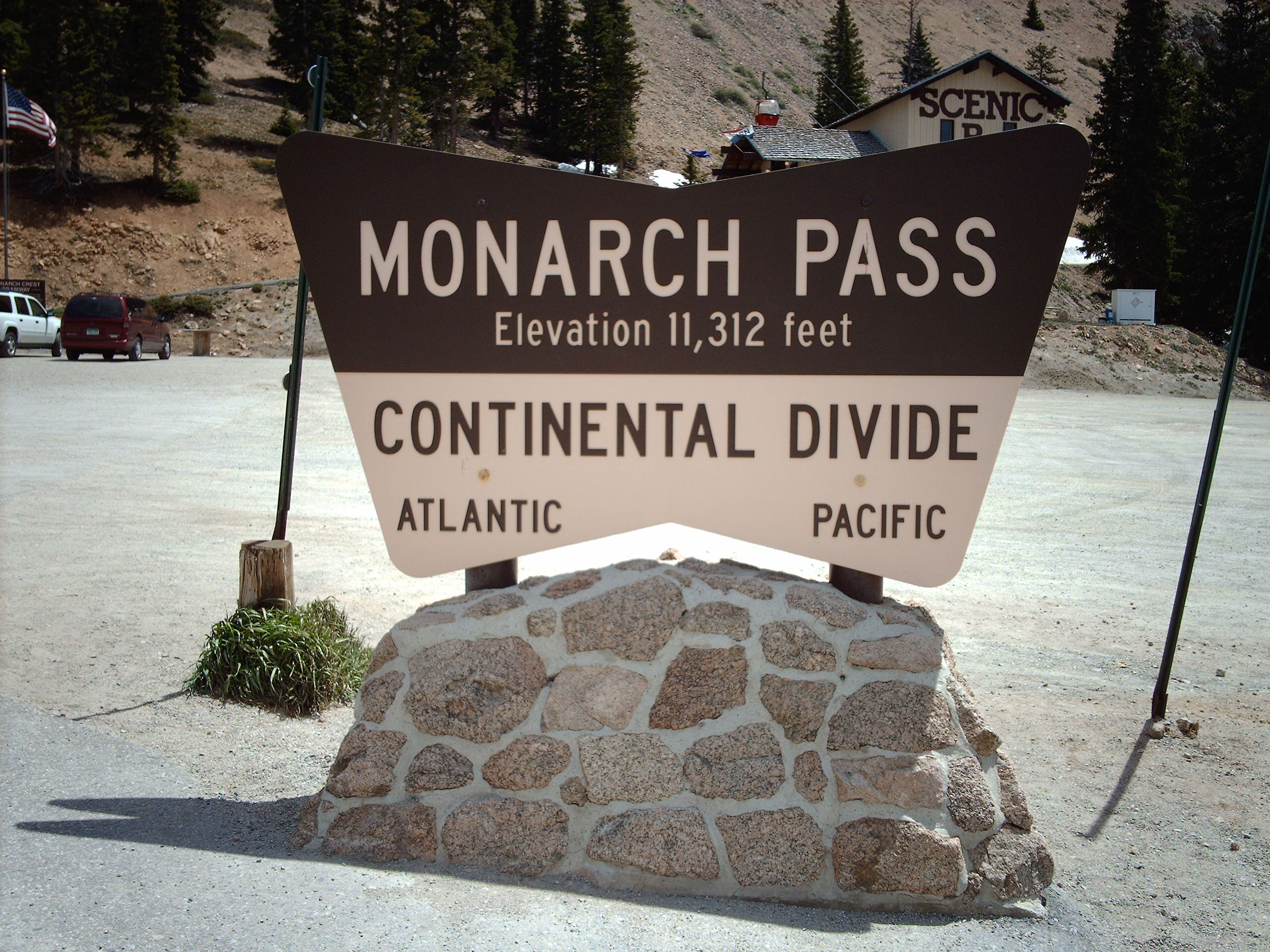
Monarch Pass
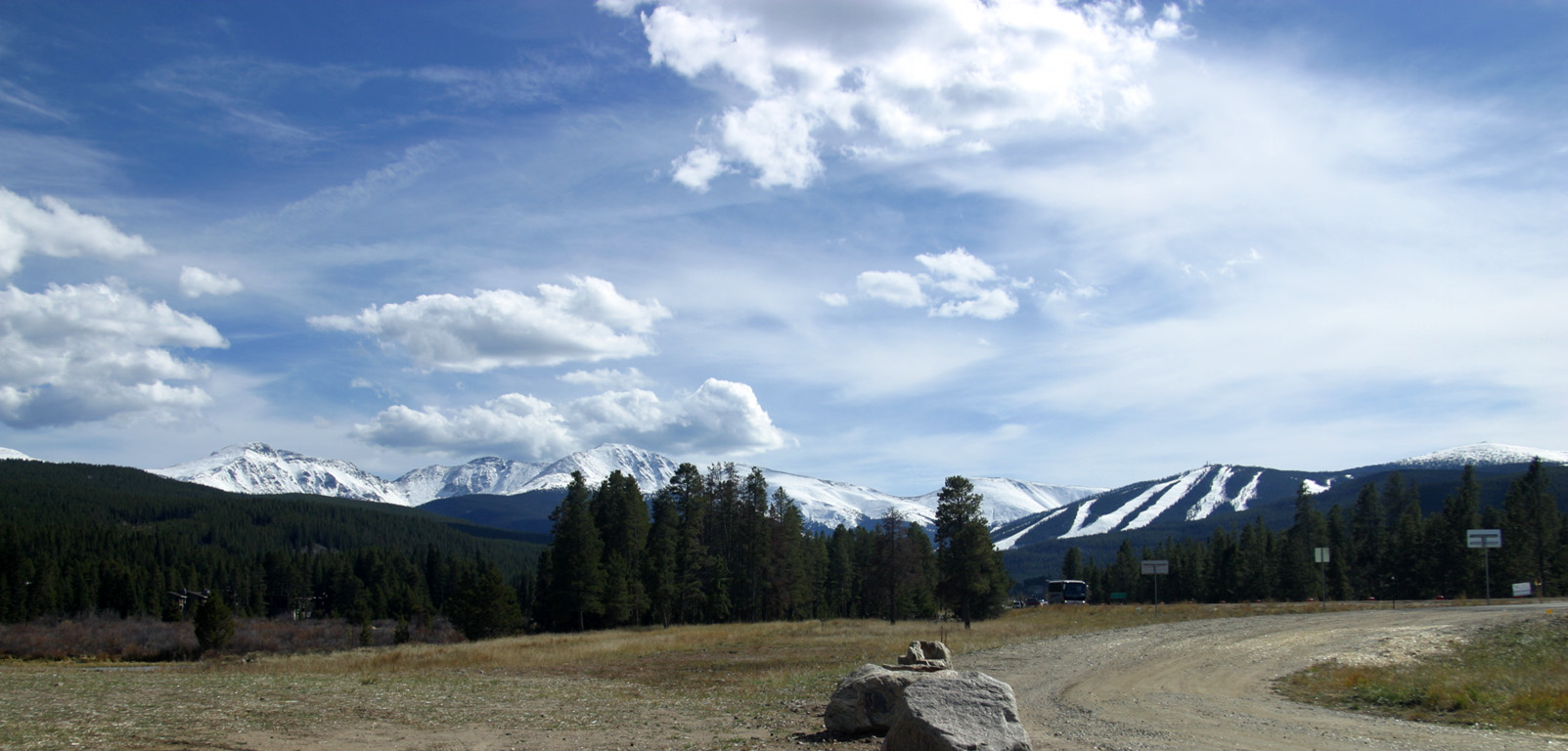
La divisoria Continental vista desde el Winter Park (Colorado).
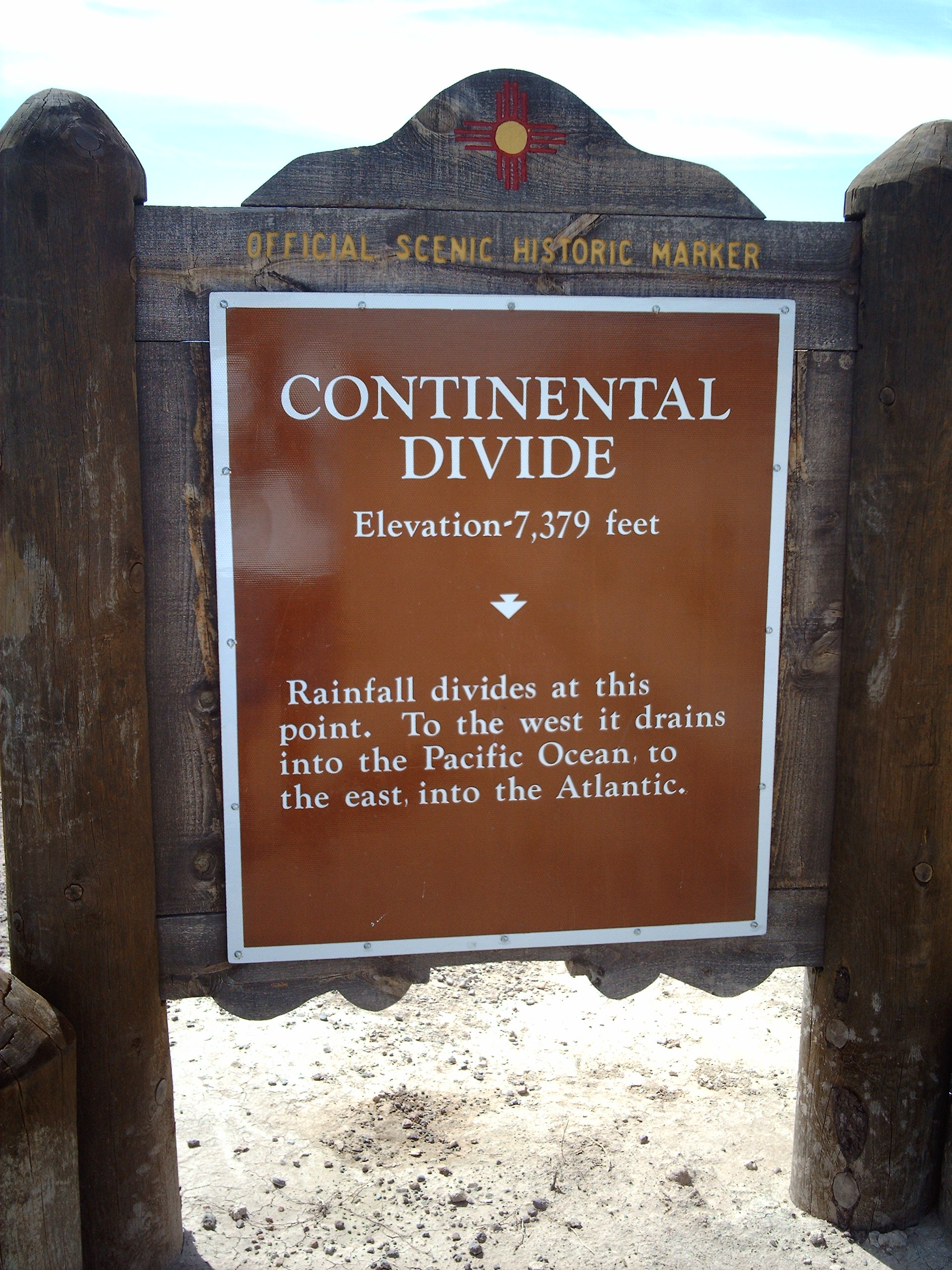
La divisoria Continental en la US 550 en Nuevo México.
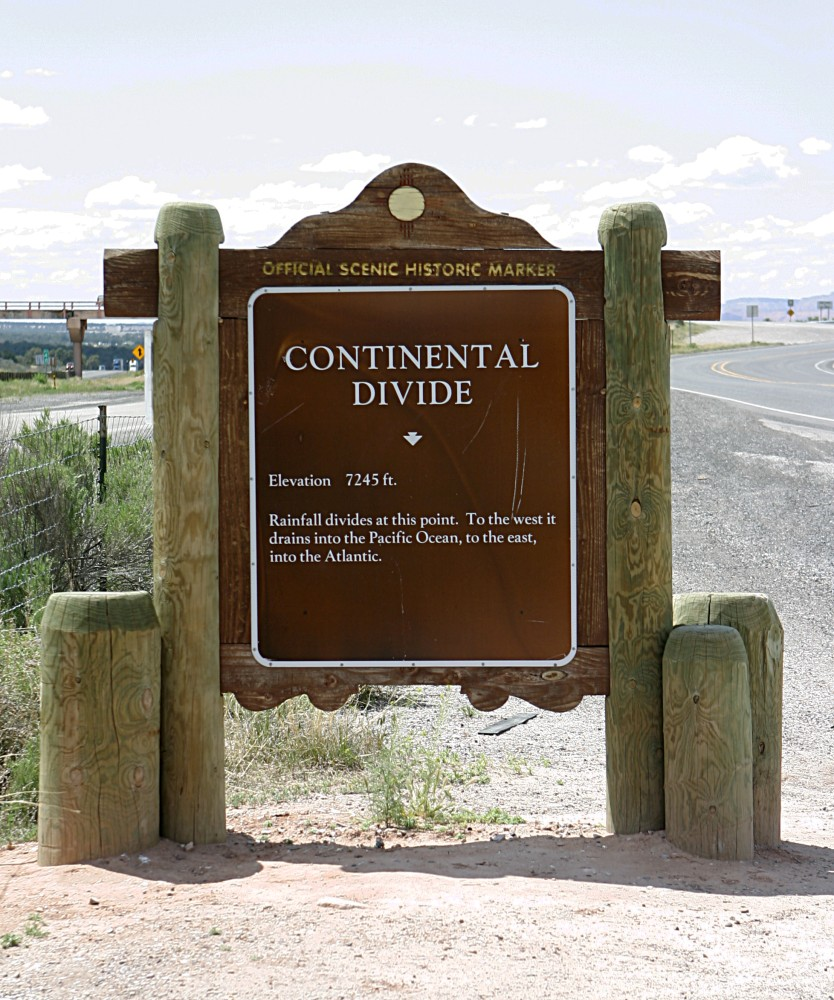
La divisoria Continental en la I-40 en Nuevo México.
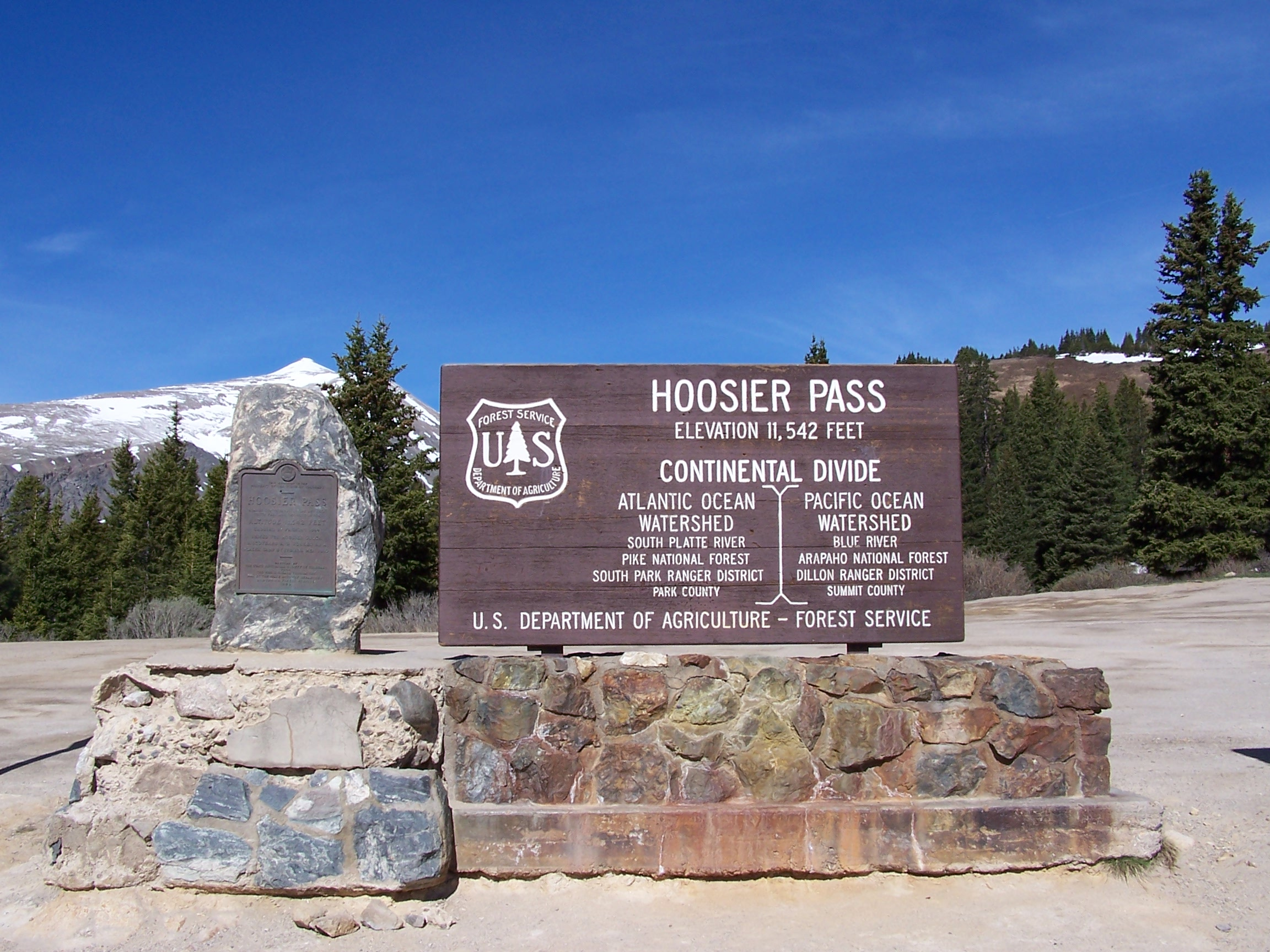
Hoosier Pass Colorado (2006).
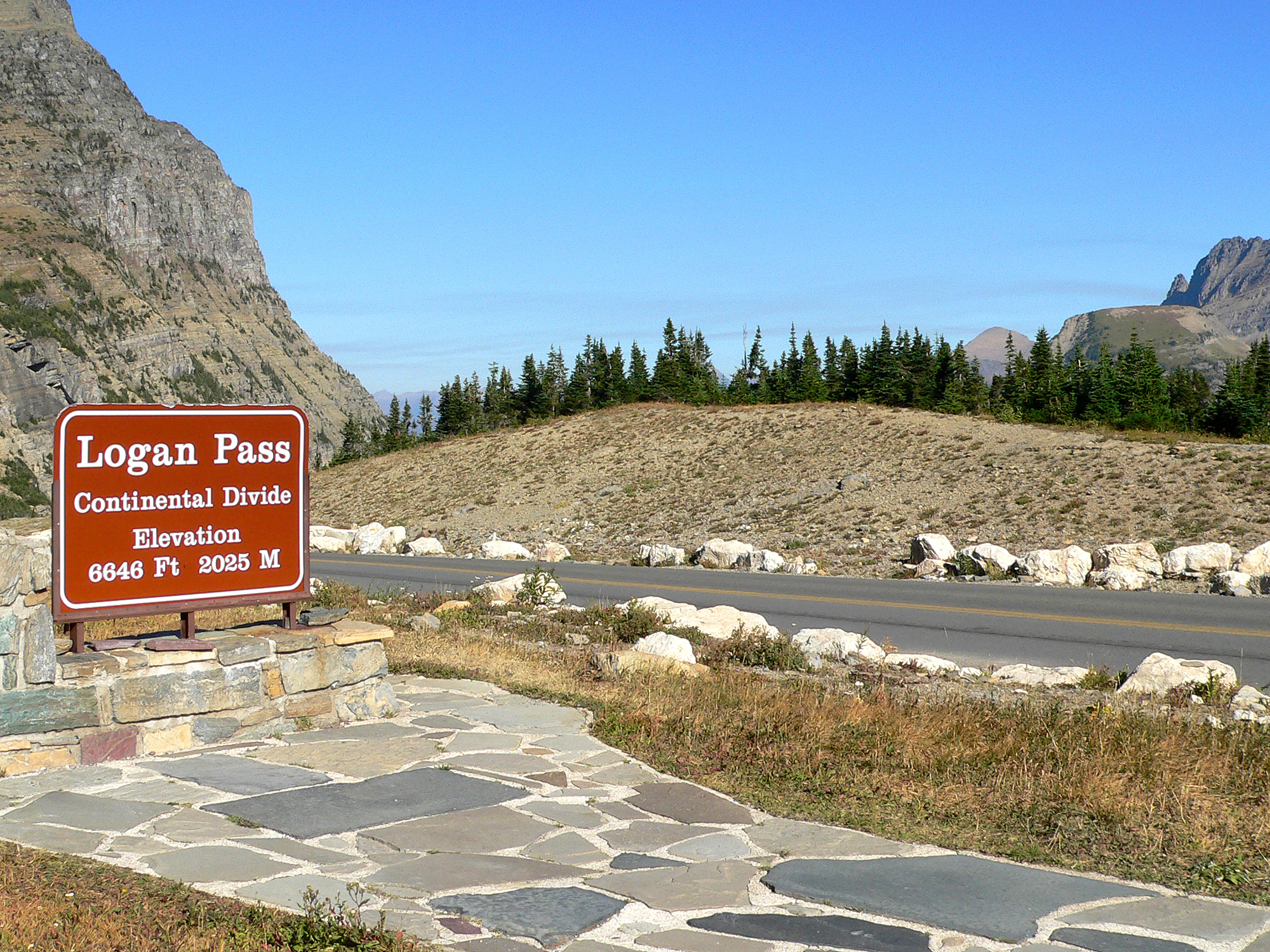
Logan Pass cruza la divisoria Continental en el Parque Nacional de los Glaciares, (Montana).
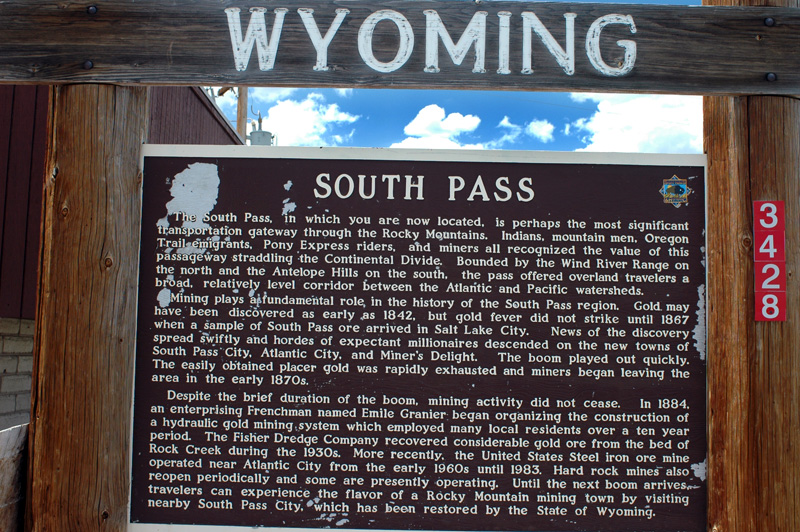
South Pass (Wyoming).
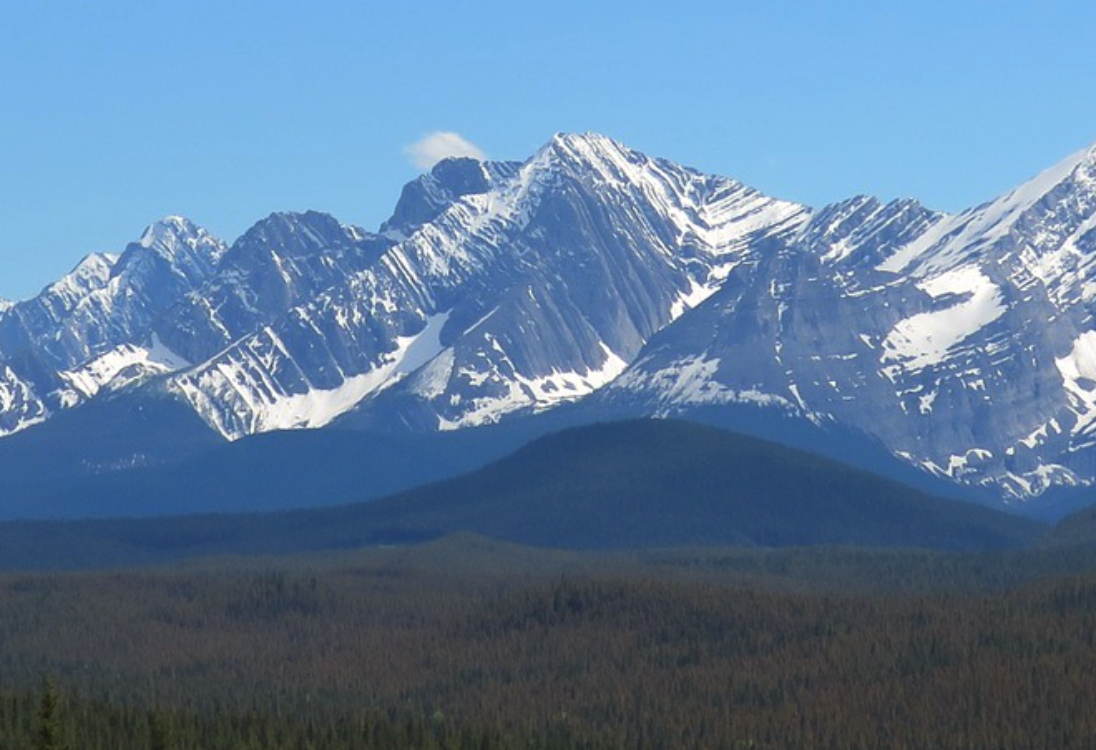
El Monte Fox, en Canadá, forma parte de la Divisoria continental.